# Bäckbräsma
Bäckbräsma (Cardamine amara) är en växtart i familjen korsblommiga växter och är utbredd från Europa till västra Sibirien.